# Soera Het Licht
Soera Het Licht is een soera van de Koran.
De soera is vernoemd naar aya 35, waar God het licht is en wordt vergeleken met een nis met een lamp erin. Hij leidt tot Zijn licht wie Hij wil. De soera geeft verder uitleg over de onjuistheid van het doen van valse eden en hoe gedacht moet worden over laster.

## Bijzonderheden
De soera werd geopenbaard in de tijd dat er veel geruchten waren over Aïsja en een jongeman. Zij was namelijk een ketting verloren en keerde een dag later dan Mohammed in het kampement terug. Zij was samen met een jongeman die haar volgens eigen zeggen geholpen had.
Door tafsir speelt in de mystieke traditie van de islam aya 35 een prominente rol.
Aya 58 vermeldt een driedagelijkse salat.